# Far Cry Primal
A Far Cry Primal egy akció-kaland videójáték, amit a Ubisoft Montreal fejlesztett ki. A játék PlayStation 4 és Xbox One platformokra 2016. február 23-án, míg Microsoft Windowsra március 1-én jelent meg. A játék a középső kőkorszak hajnalán, az i. e. 10. évezredben játszódik. A történet Takkar körül forog, aki egy fegyvertelen vadászból törzsi vezetővé válik.

## Leírása

### Környezet
A játék 12 000 évvel ezelőtt játszódik, a mezolitikum időszakban. A kitalált Oros-völgy Közép-Európában található. Eltérően a sorozat korábbi játékaitól, az őskori élővilág, melybe beletartoznak a gyapjas mamutok, óriásfarkasok, barlangi medvék, barlangi oroszlánok, gyapjas orrszarvúak, óriásszarvasok, kardfogú macskák egy világot képez a későbbi lényekkel, mint barna medve, borz és a szarvas. A túlélés napi kihívás, a törzsek összeütközésbe kerülnek egymással, valamint a természettel.

### Játékmenet
A hagyományos fegyverek és járművek, amik az eredeti Far Cry sorozatban szerepeltek, itt nyilván nem jelennek meg. A játékos maga kell elkészítse fegyvereit a környezetében található nyersanyagokból. Ahogy a játékos halad a történetben, képes lesz egyre halálosabb fegyvereket készíteni. Szembe kell szállnia a természetes ragadozókkal és a többi ellenséges törzs tagjaival. Amikor a játékos megtámad és elfoglal egy ellenséges tábortüzet vagy tábort, akkor a Wenja törzs átveszi az adott helyet és járőrözni kezd az adott régióban, valamint a játékos ezzel gyors utazási pontot nyer és újabb pihenőhelyet.
A játékos képes megszelídíteni különböző állatokat, amelyek segítik őt a különböző harcokban. Ezeket az állatokat meg lehet idézni távolról kibocsátott, alapvető parancsokkal. A bagoly nézet segítségével fel tudja deríteni az ellenséges táborokat vagy tábortüzeket; támadni és bombákat ledobni is lehet a segítségével.
Egy későbbi frissítésben elérhető lett egy „túlélő mód”, amely drasztikusan növeli a játék nehézségét.
A játékhoz egy egyedi nyelvet is megalkottak

### Zene
A zenét ütős hangszerekkel, azték halálsíppal, kővel és agyaggal kreálták. A zenét Jason Graves szerezte. A különböző törzseket különféle stílus jellemzi; a Wenja törzset pl. a kürt, a fuvolaszóló, míg a Izilia törzset az azték halálsíp, a női ének és a rituális ütőhangszerek jellemzik.

## Fogadtatás
A Metacritic szerint a Far Cry Primal Microsoft Windows verziója „vegyes vagy átlagos” értékelést kapott, míg a PlayStation 4 és az Xbox One verzió „általában kedvező” értékelést.

### Eladások
A játék kiskereskedelmi változata volt a legkelendőbb játék, a kiadása hetén az Egyesült Királyságban az eladási listák élére került. Az Egyesült Államokban a legkelendőbb játék lett 2016 februárjában. Az Ubisoft szerint a játék jobban teljesített, mint amire számítottak.